# Michel Le Blon
Michel Le Blon (Michiel Leblon), född 1587 i Frankfurt am Main, död 1656 i Amsterdam, var en tysk kopparstickare, guldsmed, konstsamlare, konsthandlare och politisk agent.		
Han var son till snörmakaren Christiaan Le Blon från Valenciennes och från 1615 gift med Margriete Maartensdr Houtman från Gouda. Hans första kända kopparstick från 1605 visar på ett inflytande av Sadeler och de Bry. Le Blon var bosatt i Amsterdam från omkring 1610 och genomförde ett flertal i Europa resor för att köpa konst till sig själv eller på uppdrag av kunder. Tillsammans med sin kusin Joachim von Sandrart reste han 1627 från Venedig genom Italien med slutmålet Rom där de under resans gång studerade den Italienska konsten. Som konsthandlare var han personlig vän med Rubens, van Dyck och Artus Quellinus och förmedlade ett antal av deras verk till dåtidens konstsamlare. Le Blon anställdes av Axel Oxenstierna i Mainz 1632 som agent i förefallande kungliga affärer och fick vid samma tid ett uppdrag att köpa i konstverk för svensk räkning. Konstinköpen var ett camouflage som dolde hans politiska uppdrag, men ett flertal konstverk överfördes till Sverige såväl till Oxenstiernas samling som drottning Kristinas samlingar. Enligt ett brev till Oxenstierna 1643 beställde han av François Dieussart i Haag teckningar och modeller för ett gravmonument över Gustav II Adolf. Le Blon vistades i Stockholm 1647–1649 och förmedlade då 35 stora takmålningar som utfördes av Jacob Jordaens i Antwerpen för Uppsala slott och terrakottamodeller visande Apollo och muserna som skulpterades av Artus Quellinus i Amsterdam för Drottningholms slott. Hans egen konstutövning består av minutiösa kopparstick, ornamentsstick samt guldsmide. Det finns ett 80-tal figurstick och ett 90-tal ornamentsstick bevarade av hans produktion på olika museer i Europa.